# Nederland op de Olympische Zomerspelen 1972
Nederland nam deel aan de Olympische Zomerspelen 1972 in München, West-Duitsland. Na het gijzeldrama trokken enkele Nederlandse deelnemers, onder wie atleten Jos Hermens, Bram Wassenaar en Wilma van den Berg, zich terug.

## Medailleoverzicht
Met drie gouden medailles, zilver en brons eindigde Nederland op de 16e plaats in het medailleklassement.
| Sport      | Olympiër(s)                   | Onderdeel          | Medaille |
| ---------- | ----------------------------- | ------------------ | -------- |
| Judo       | Wim Ruska                     | boven de 93 kg (m) | Goud     |
| Judo       | Wim Ruska                     | open klasse (m)    | Goud     |
| Wielrennen | Hennie Kuiper                 | wegwedstrijd (m)   | Goud     |
| Kanoën     | Mieke Jaapies                 | K1 500 m (v)       | Zilver   |
| Roeien     | Roel Luijnenburg Ruud Stokvis | twee zonder (m)    | Brons    |

## Overzicht per sport
| Sport            | Deelnemers | Goud | Zilver | Brons | Totaal |
| ---------------- | ---------- | ---- | ------ | ----- | ------ |
| Atletiek         | 7          |      |        |       | '      |
| Boksen           | 2          |      |        |       | '      |
| Hockey           | 17         |      |        |       | '      |
| Judo             | 3          | 2    |        |       | 2      |
| Kanovaren        | 2          |      | 1      |       | 1      |
| Moderne vijfkamp | 3          |      |        |       | '      |
| Paardensport     | 7          |      |        |       | '      |
| Roeien           | 21         |      |        | 1     | 1      |
| Schermen         | 1          |      |        |       | '      |
| Schietsport      | 2          |      |        |       | '      |
| Schoonspringen   | 2          |      |        |       | '      |
| Turnen           | 7          |      |        |       | '      |
| Waterpolo        | 11         |      |        |       | '      |
| Wielrennen       | 11         | 1    |        |       | 1      |
| Zeilen           | 5          |      |        |       | '      |
| Zwemmen          | 19         |      |        |       | '      |
| Totaal           | 120        | 3    | 1      | 1     | 5      |

## Resultaten per onderdeel

### Atletiek
| Olympiër                    | Discipline       | Resultaat    | Prestatie |
| --------------------------- | ---------------- | ------------ | --- |
| Sjef Hensgens               | 800m (m)         | serie        | serie 8: 1.51,2 (4e tijd) |
| Haico Scharn                | 1500m (m)        | halve finale | serie 6: 3.41,4 (4e tijd) HF 2: 3.44,4 (7e tijd) |
|                             |                  |              | |
| Wilma van Gool-van den Berg | 100m (v)         | kwartfinale  | serie 1: 11,43 (3e tijd) KF 4: 11,47 (5e tijd) |
| Wilma van Gool-van den Berg | 200m (v)         | halve finale | serie 3: 23,86 (2e tijd) KF 2: 23,22 (3e tijd) HF 1: niet gestart |
| Trudy Ruth                  | 400m (v)         | 15e          | serie 3: 53,16 (3e tijd) KF 1: 52,45 (4e tijd) HF 2: 53,02 (8e tijd) |
| Berny Boxem-Lenferink       | 1500m (v)        | 9e           | serie 2: 4.13,8 (3e tijd) HF 2: 4.08,8 (5e tijd) finale: 4.13,1 |
| Ilja Keizer-Laman           | 1500m (v)        | 6e           | serie 1: 4.08,0 (3e tijd) HF 1: 4.08,3 (4e tijd) finale: 4.05,1 |
| Ria Ahlers                  | hoogspringen (v) | 16e          | kwalificatie A: 1,65. (1e poging), 1,70. (1e poging), 1,73. (1e poging), 1,76 (1e poging) finale: 1,66m (1e poging), 1,71m (1e poging), 1,76m (1e poging), 1,79m (1e poging) |

### Boksen
| Olympiër           | Discipline                     | Resultaat | Prestatie |
| ------------------ | ------------------------------ | --------- | --- |
| James Vrij         | weltergewicht (–67 kg) (m)     | 1/16F     | 1/32F: vrijgeloot 1/16F: verloor van János Kajdi Hongarije 1-4                                                                  |
| Anthony Richardson | halfmiddengewicht (–71 kg) (m) | 1/8F      | 1/32F: vrijgeloot 1/16F: versloeg Svetomir Belić Joegoslavië 3-2 1/8F: verloor van Loucif Hanmani Algerije technische knock-out |

### Gymnastiek
| Olympiër                                                                           | Discipline   | Resultaat | Prestatie |
| ---------------------------------------------------------------------------------- | ------------ | --------- | --- |
| Ans Dekker                                                                         | meerkamp (v) | 90e       | vloer: 17,25 sprong: 17,55 brug met ongelijke liggers: 17,85 balk: 17,45 totaal: 70,10 |
| Ans van Gerwen                                                                     | meerkamp (v) | 22e       | vloer: 18,25 sprong: 18,15 brug met ongelijke liggers: 18,65 balk: 17,90 totaal: 72,95 Finale: vloer: 9,30 sprong: 9,30 brug met ongelijke liggers: 9,35 balk: 9,15 50% kwalificatie: 36,475 totaal finale 73,575 |
| Ikina Morsch                                                                       | meerkamp (v) | 66e       | vloer: 18,00 sprong: 17,50 brug met ongelijke liggers: 17,20 balk: 16,80 totaal: 69,90 |
| Margo Velema                                                                       | meerkamp (v) | 79e       | vloer: 17,70 sprong: 17,15 brug met ongelijke liggers: 16,60 balk: 17,15 totaal: 68,60 |
| Nel van der Voort                                                                  | meerkamp (v) | 67e       | vloer: 17,40 sprong: 17,45 brug met ongelijke liggers: 17,45 balk: 17,05 totaal: 69,35 |
| Ans Dekker Ikina Morsch Ans van Gerwen Linda Toorop Margo Velema Nel van der Voort | team (v)     | 9e        | Verplichte oefening 174,50 Vrije oefening 179,00 Totaal: 353,50 punten |

### Hockey
| Olympiër | Discipline | Resultaat | Prestatie |
| --- | ---------- | --------- | --- |
| André Bolhuis Paul Brauckmann Jan Willem Buij Marinus Dijkerman Thijs Kaanders Coen Kranenberg Ties Kruize Wouter Leefers Flip Lidth de Jeude Paul Litjens Irving van Nes Maarten Sikking Nico Spits Bert Taminiau Kick Thole Piet Weemers Jeroen Zweerts | mannen     | 4e        | voorronde 1-1 Nederland - India 4-2 Nederland - Polen 5-1 Nederland - Kenia 2-0 Nederland - Nieuw-Zeeland 4-0 Nederland - Mexico 1-3 Nederland - Groot-Brittannië 3-2 Nederland - Australië HF 0-3 Nederland - Bondsrepubliek Duitsland om brons 1-2 Nederland - India |

### Judo
| Olympiër        | Discipline | Resultaat | Prestatie |
| --------------- | ---------- | --------- | --- |
| Martin Poglajen | -80 kg (m) | ronde 3   | ronde 1: vrijgeloot ronde 2: versloeg Jean Razafimahatratra Madagaskar Guram Gogolauri Sovjet-Unie |
| Jan Bosman      | -93 kg (m) | ronde 3   | ronde 1: versloeg Antoine Chidiac Libanon ronde 2: versloeg Fernando Garcia Filipijnen ronde 3: verloor van James Wooley Verenigde Staten |
| Wim Ruska       | +93 kg (m) | Goud      | ronde 1: vrijgeloot ronde 2: versloeg Tijine Benkassou Marokko ronde 3: versloeg Douglas Nelson Verenigde Staten ronde 4: versloeg Klaus Glahn Bondsrepubliek Duitsland HF: versloeg Motoki Nishimura Japan finale: versloeg Klaus Glahn Bondsrepubliek Duitsland                                                                                     |
| Wim Ruska       | open (m)   | Goud      | ronde 1: versloeg Ulrich Falk Zwitserland ronde 2: versloeg Fernando Garcia Filipijnen ronde 3: verloor van Vitali Kuznezov Sovjet-Unie herkansing ronde 2: versloeg Chiaki Ishii Brazilië herkansing ronde 3: versloeg Klaus Glahn Bondsrepubliek Duitsland HF: versloeg Jean-Claude Brondani Frankrijk finale: versloeg Vitali Kuznezov Sovjet-Unie |

### Kanovaren
| Olympiër                                     | Discipline        | Resultaat | Prestatie                                                          |
| -------------------------------------------- | ----------------- | --------- | ------------------------------------------------------------------ |
| Mieke Jaapies                                | K-1 500 meter (v) | Zilver    | serie 2: 2.12,86 (1e tijd) HF 2: 2.04,64 (1e tijd) finale: 2.04,03 |
| Mieke Jaapies Maria van der Holst-Blijlevens | K-2 500 meter (v) | 7e        | serie 2: 2.03,33 (3e tijd) finale: 1.58,11                         |

### Moderne vijfkamp
| Olympiër                          | Discipline      | Resultaat | Prestatie |
| --------------------------------- | --------------- | --------- | --- |
| Jan Bekkenk                       | individueel (m) | 46e       | 930 punten, paardrijden 2.44,5 (46e) 667 punten, schermen 24-34 (42e) 692 punten, schieten 180 punten (49e) 1008 punten, zwemmen 3.53,0 (40e) 1084 punten, veldloop 13.47,4 (28e) 4391 punten   |
| Henk Krediet                      | individueel (m) | 58e       | 985 punten, paardrijden 2.33,4 (32e) 867 punten, schermen 34-24 (12e) 802 punten, schieten 185 punten (38e) 0 punten, zwemmen gediskwalificeerd 1132 punten, veldloop 13.31,1 (16e) 3786 punten |
| Rob Vonk                          | individueel (m) | 53e       | 870 punten, paardrijden 2.56,1 (52e) 506 punten, schermen 15-43 (57e) 692 punten, schieten 180 punten (49e) 1208 punten, zwemmen 3.28,3 (3e) 877 punten, veldloop 14.56,6 (56e) 4153 punten     |
| Jan Bekkenk Henk Krediet Rob Vonk | team (m)        | 18e       | 4414 punten Jan Bekkenk 3799 punten Henk Krediet 4127 punten Rob Vonk 12340 punten |

### Roeien
| Olympiër | Discipline               | Resultaat  | Prestatie |
| --- | ------------------------ | ---------- | --- |
| Roel Luijnenburg Ruud Stokvis | twee-zonder-stuurman (m) | Brons      | serie 2: 7.26,80 (3e tijd) herkansing 2: 7.38,51 (1e tijd) HF 2: 7.41,86 (2e tijd) finale: 6.58,70             |
| Jan Bruyn Paul Veenemans | dubbeltwee (m)           | 7e         | serie 3: 7.02,12 (2e tijd) herkansing 2: 7.04,15 (2e tijd) HF 1: 7.40,77 (4e tijd) finale B: 7.07,25 (1e tijd) |
| Bernard Luttikhuizen René Kieft Herman Zaanen | twee-met-stuurman (m)    | herkansing | serie 2: 8.00,15 (4e tijd) herkansing 2: 8.17,37 (3e tijd)                                                     |
| Wim Grothuis Evert Kroes Jan-Willem van Woudenberg Johan ter Haar Kees de Korver                                                                    | vier-met-stuurman (m)    | 7e         | serie 3: 6.53,30 (3e tijd) HF 2: 7.23,66 (4e tijd) finale B: 7.05,83 (1e tijd)                                 |
| Henk Rouwé Jannes Munneke Frank Mulder Hans Huisinga Jan van der Vliet Herman Johan Eggink Dirk Bram Tuinzing Pieter Hendrik Offens Rutger Stuffken | acht (m)                 | 9e         | serie 3: 6.13,03 (2e tijd) HF 2: 6.31,70 (4e tijd) finale B: 6.23,55 (3e tijd)                                 |

### Schermen
| Olympiër | Discipline | Resultaat | Prestatie                                                                                                 |
| -------- | ---------- | --------- | --- |
| Eddy Ham | Sabel (m)  | Ronde 2   | ronde 1:2e plaats (3 winstpartijen, 2 verliespartij) ronde 2:5e plaats (2 winstpartijen, 3 verliespartij) |

### Schietsport
| Olympiër      | Discipline                      | Resultaat | Prestatie  |
| ------------- | ------------------------------- | --------- | ---------- |
| Willy Hillen  | kleinkalibergeweer 50 m liggend | 17e       | 595 punten |
| Ben Pon       | skeet                           | 31e       | 187 punten |
| Eric Swinkels | skeet                           | 35e       | 186 punten |

### Schoonspringen
| Olympiër         | Discipline    | Resultaat | Prestatie                   |
| ---------------- | ------------- | --------- | --------------------------- |
| Mariette Dommers | 3m plank (v)  | 23e       | kwalificatie: 239,40 punten |
| Annita Smith     | 10m toren (v) | 27e       | kwalificatie: 156,99 punten |

### Waterpolo
| Olympiër | Discipline | Resultaat | Prestatie |
| --- | ---------- | --------- | --- |
| Mart Bras Ton Buunk Wim Hermsen Hans Hoogveld Evert Kroon Hans Parrel Wim van de Schilde Ton Schmidt Gijze Stroboer Jan Evert Veer Hans Wouda | mannen     | 7e        | voorronde 0-3 Nederland - Hongarije 4-2 Nederland - Australië 4-4 Nederland - Bondsrepubliek Duitsland 6-2 Nederland - Griekenland groep voor plaats 7/12 5-2 Nederland - Bulgarije 8-6 Nederland - Cuba 5-5 Nederland - Roemenië 7-5 Nederland - Spanje resultaat tegen Australië meegenomen |

### Wielersport
| Olympiër                                                   | Discipline                | Resultaat   | Prestatie |
| ---------------------------------------------------------- | ------------------------- | ----------- | --- |
| Klaas Balk                                                 | sprint (m)                | 4e          | ronde 1: verloor van Vladimir Vackar Tsjecho-Slowakije herkansing ronde 1: versloeg Maurice Hugh-Sam Jamaica & Daud Ibrahim Maleisië ronde 2: gediskwalificeerd herkansing ronde 2: versloeg Benedykt Kocot Polen 1/8F: versloeg Andrzej Bek Polen & Sergey Kravtsov Sovjet-Unie KF: versloeg Jürgen Geschke DDR 2-1 HF: verloor van Daniel Morelon Frankrijk 0-2 om brons: verloor van Omar Pkhakadze Sovjet-Unie                                                      |
| Peter van Doorn                                            | sprint (m)                | kwartfinale | ronde 1: versloeg Yaichi Numata Japan ronde 2: verloor van Gérard Quintyn Frankrijk & Carlos Enrique Reybaud Argentinië herkansing ronde 2: versloeg Yoshikazu Cho Japan & Ed McRae Canada 1/8F: verloor van Daniel Morelon Frankrijk & Niels Fredborg Denemarken herkansing 1/8F eerste ronde: versloeg Robert Maveau België & Ezio Cardi Italië herkansing 1/8F tweede ronde: versloeg Vladimir Vackar Tsjecho-Slowakije KF: verloor van Daniel Morelon Frankrijk 0-2 |
| Peter van Doorn                                            | 1000m tijdrit (m)         | 11e         | 1.08,09 |
| Klaas Balk Peter van Doorn                                 | tandem (m)                | kwartfinale | voorronde: versloegen Jairo Diaz & Rafaël Narvaez Colombia KF: verloren van Daniel Morelon Pierre Trentin Frankrijk 0-2 |
| Roy Schuiten                                               | achtervolging (m)         | kwartfinale | kwalificatie 4.56,10 (7e tijd) KF: John Bylsma Australië |
| Ad Dekkers Gerard Kamper Herman Ponsteen Roy Schuiten      | ploegenachtervolging (m)  | kwartfinale | kwalificatie: 4.27,30 (4e tijd) verloren van Groot-Brittannië |
|                                                            |                           |             | |
| Fedor den Hertog                                           | wegwedstrijd (m)          | 25e         | 4.15,13 |
| Piet van Katwijk                                           | wegwedstrijd (m)          | 11e         | 4.15,13 |
| Hennie Kuiper                                              | wegwedstrijd (m)          | Goud        | 4.14,37 |
| Cees Priem                                                 | wegwedstrijd (m)          | 12e         | 4.15,13 |
| Hennie Kuiper Cees Priem Fedor den Hertog Aad van den Hoek | 100 km ploegentijdrit (m) | -           | gediskwalificeerd vanwege een positieve dopingtest |

### Zeilen
| Olympiër                       | Discipline      | Resultaat | Prestatie |
| ------------------------------ | --------------- | --------- | --- |
| Kees Douze                     | Finn            | 23e       | 38,0 punten (32e) 3,0 punten (2e) 34,0 punten (28e) 17,0 punten (11e) 31,0 punten (25e) 41,0 punten (niet gefinisht) 30,0 punten (24e) 153,0 punten |
| Fred Imhoff Simon Korver       | Flying Dutchman | 10e       | 19,0 punten (13e) 3,0 punten (2e) 29,0 punten (23e) 13,0 punten (7e) 16,0 punten (10e) 33,0 punten (niet gefinisht) 96,0 punten                     |
| Ben Staartjes Cees Kurpershoek | Tempest         | 5e        | 13,0 punten (7e) 3,0 punten (2e) 11,7 punten (6e) 15,0 punten (9e) 16,0 punten (10e) 23,0 punten (17e) 0,0 punten (1e) 58.7 punten                  |

### Zwemmen
| Olympiër                                                                                      | Discipline        | Resultaat | Prestatie                                                        |
| --------------------------------------------------------------------------------------------- | ----------------- | --------- | ---------------------------------------------------------------- |
| Peter Prijdekker                                                                              | 200m (m)          | 18e       | serie 6: 1.58,78 (3e tijd)                                       |
| Ton van Klooster                                                                              | 400m (m)          | 17e       | serie 1: 4.11,72 (2e tijd)                                       |
| Ton van Klooster                                                                              | 1500m (m)         | 12e       | serie 6: 16.34,77 (2e tijd)                                      |
| Bob Schoutsen                                                                                 | 100m rug (m)      | 9e        | serie 2: 1.00,76 (1e tijd) HF 1: 1.00,48 (5e tijd)               |
| Bob Schoutsen                                                                                 | 200m rug (m)      | 9e        | serie 4: 2.10,56 (3e tijd)                                       |
| François van Kruijsdijk                                                                       | 200m wissel (m)   | 24e       | serie 4: 2.17,14 (7e tijd)                                       |
| Roger van Hamburg                                                                             | 400m wissel (m)   | 18e       | serie 1: 4.50,70 (3e tijd)                                       |
| Peter Prijdekker Bert Bergsma Roger van Hamburg Hans Elzerman                                 | 4x100m vrij (m)   | 11e       | serie 1: 3.41,36 (6e tijd)                                       |
| Peter Prijdekker Bert Bergsma Roger van Hamburg Hans Elzerman                                 | 4x200m vrij (m)   | 10e       | serie 1: 8.00,87 (4e tijd)                                       |
|                                                                                               |                   |           |                                                                  |
| Enith Brigitha                                                                                | 100m vrij (v)     | 8e        | serie 2: 1.00,02 (1e tijd) HF 2: 59,75 (4e tijd) finale: 1.00,09 |
| Enith Brigitha                                                                                | 100m rug (v)      | 6e        | serie 4: 1.06,71 (2e tijd) 2: 1.06,49 (2e tijd) finale: 1.06,82  |
| Enith Brigitha                                                                                | 200m rug (v)      | 6e        | serie 4: 2.23,70 (1e tijd) finale: 2.23,70                       |
| Hansje Bunschoten                                                                             | 100m vrij (v)     | 12e       | serie 3: 1.00,82 (3e tijd) HF 2: 1.00,79 (7e tijd)               |
| Hansje Bunschoten                                                                             | 200m vrij (v)     | 6e        | serie 3: 2.08,58 (2e tijd) finale: 2.08,40                       |
| Hansje Bunschoten                                                                             | 400m vrij (v)     | 7e        | serie 3: 4.31,76 (2e tijd) finale: 4.29,70                       |
| Hansje Bunschoten                                                                             | 800m vrij (v)     | 7e        | serie 2: 9.21,13 (2e tijd) finale: 9.16,69                       |
| Anke Rijnders                                                                                 | 100m vrij (v)     | 13e       | serie 2: 1:00.76 (2e tijd) HF 1: 1.00,84 (6e tijd)               |
| Anke Rijnders                                                                                 | 200m vrij (v)     | 7e        | serie 2: 2.09,09 (1e tijd) finale 2.09,41                        |
| Anke Rijnders                                                                                 | 400m vrij (v)     | 8e        | serie 1: 4.29,94 (2e tijd) finale: 4.31,51                       |
| Annemarie Groen                                                                               | 100m rug (v)      | 21e       | serie 2: 1.09,55 (4e tijd)                                       |
| Annemarie Groen                                                                               | 200m rug (v)      | 23e       | serie 1: 2.29,17 (5e tijd)                                       |
| Marianne Vermaat                                                                              | 100m rug (v)      | 16e       | serie 1: (3e tijd) 1.09,14 HF 1: 1.09,11 (8e tijd)               |
| Josien Elzerman                                                                               | 200m rug (v)      | 19e       | serie 3: 2.28,18 (5e tijd)                                       |
| Tineke Hofland                                                                                | 100m school (v)   | 28e       | serie 4: 1.19,38 (5e tijd)                                       |
| Alie te Riet                                                                                  | 100m school (v)   | 20e       | serie 4: 1.18,79 (4e tijd)                                       |
| Alie te Riet                                                                                  | 200m school (v)   | 17e       | serie 3: 2.28,49 (3e tijd)                                       |
| Frieke Buys                                                                                   | 100m vlinder (v)  | 12e       | serie 1: 1.06,89 (3e tijd) HF 2: 1.06,78 (6e tijd)               |
| Frieke Buys                                                                                   | 200m vlinder (v)  | 9e        | serie 3: 2.24,20 (4e tijd)                                       |
| Gerda Lassooy                                                                                 | 200m wissel (v)   | 30e       | serie 3: 2.32,92 (4e tijd)                                       |
| Gerda Lassooy                                                                                 | 400m wissel (v)   | 21e       | serie 3: 5.22,09 (3e tijd)                                       |
| Wijda Mazereeuw                                                                               | 200m wissel (v)   | 26e       | serie 4: 2.32,59 (4e tijd)                                       |
| Wijda Mazereeuw                                                                               | 400m wissel (v)   | 23e       | serie 4: 5.24,00 (5e tijd)                                       |
| Hennie Penterman                                                                              | 200m wissel (v)   | 12e       | serie 2: 2.28,99 (4e tijd)                                       |
| Hennie Penterman                                                                              | 400m wissel (v)   | 11e       | serie 2: 5.14,99 (1e tijd)                                       |
| Enith Brigitha Anke Rijnders Hansje Bunschoten Josien Elzerman                                | 4x100m vrij (v)   | 5e        | serie 1: 4.02,70 (2e tijd) finale: 4.01,49                       |
| Enith Brigitha */** Alie te Riet */** Frieke Buys * Anke Rijnders */** Hansje Bunschoten */** | 4x100m wissel (v) | 5e        | * serie 1: 4.32,20 (3e tijd) finale: 4.29,99                     |